# Garnowo Duże
Garnowo Duże – wieś w Polsce, położona w województwie mazowieckim, w powiecie ciechanowskim, w gminie Gołymin-Ośrodek.
| SIMC    | Nazwa   | Rodzaj                 |
| ------- | ------- | ---------------------- |
| 0115000 | Anielin | część wsi (do 2023 r.) |

W latach 1975–1998 wieś administracyjnie należała do województwa ciechanowskiego.